# Moundou
Moundou, ou simplesmente Mundu (em árabe: موندو‎), é uma cidade do Chade. Está localizada a 475 km ao sul de Jamena, a capital do país. Mundu é a capital da província de Logone Ocidental e a a segunda maior cidade do Chade – sua população era de 137 251 habitantes em 2009.

## Cidades geminadas
- Poitiers, França[2]